# Bringolo
Bringolo település Franciaországban, Côtes-d’Armor megyében. Lakosainak száma 510 fő (2022. január 1.). Bringolo Goudelin, Le Merzer, Plélo, Saint-Jean-Kerdaniel, Tressignaux és Châtelaudren-Plouagat községekkel határos.

## Népesség
A település népességének változása:
| Lakosok száma | 397  | 329  | 301  | 352  | 439  | 455  | 470  | 488  | 495  | 510  |
|               | 1968 | 1982 | 1990 | 2006 | 2013 | 2015 | 2017 | 2019 | 2020 | 2022 |